# تشارلز جونز (عالم)
تشارلز جونز (بالإنجليزية: Charles Edward Jones) (و. 1952 – 2001 م) هو ضابط، ورائد فضاء، وعالم حاسوب أمريكي، ولد في كلينتون، توفي في نيويورك، عن عمر يناهز 49 عاماً.

## التعليم
تعلم في أكاديمية سلاح الجو الأمريكي، ومعهد ماساتشوستس للتكنولوجيا.

## الخدمة العسكرية
خدم في القوات الجوية الأمريكية.